# Ravenhill Stadium
Ravenhill Stadium é um estádio localizado em Belfast, Irlanda do Norte, Reino Unido, possui capacidade total para 18.196 pessoas, é a casa do time de rugby Ulster Rugby. O estádio foi inaugurado em 1923, passando por uma reforma em 2009 e 2012.